# Kup maršala Tita 1965./66.
Kup maršala Tita 1965./66., također poznat kao Kup Jugoslavije u nogometu 1965./66., bila je devetnaesta sezona Kupa Jugoslavije u nogometu nakon Drugog svjetskog rata.

U kvalifikacijama koje su provodili republički savezi sudjelovalo je 2463 ekipe; 16 ekipa došlo je do stvarnog kupa (pod upravom FSJ), koji se igrao od 27. veljače do 26. svibnja 1966.
Trofej je osvojio OFK Beograd koji je u finalu svladao zagrebački Dinamo. Beograđanima je to bio četvrti (ukupno peti, računajući i Kup sedmorice 1934.) i posljednji naslov u ovom natjecanju.

Zahvaljujući uspjehu, OFK se plasirao u Kup pobjednika kupova 1966./67.

## Turnir
Ovogodišnje natjecanje započelo je s 2463 momčadi, a u završni dio plasiralo se 16 klubova i to: osam prvoligaša, šest drugoligaša i dvije momčadi nižeg ranga (Aluminij iz Kidričeva i Mladost iz Smederevske Palanke).

U završnom dijelu natjecanje je započelo 27. veljače 1966., a finalna utakmica odigrana je 26. svibnja iste godine.

Crvena zvezda, Partizan i Hajduk ispali su u osmini finala. Partizan je izgubio u Rijeci (1:3), Crvena zvezda od Trepče u Kosovskoj Mitrovici (1:2), a Hajduk je na domaćem terenu, izvođenjem penala, poražen od budućeg finalista Dinama. Još gore je prošao sarajevski Željezničar, koji je kod kuće poražen od drugoligaša Srema, koji je te godine ispao iz Druge lige.

U osmini finala iznenadila je osječka Slavonija svladavši Rijeku s 2:1 (Rijeka je te godine zauzela četvrto mjesto u Prvoj ligi), a tuzlanska Sloboda je boljim izvođenjem penala svladala Vardar.

U finale su se plasirali Dinamo i OFK Beograd.

OFK Beograd četvrti je put osvojio Kup maršala Tita svladavši Dinamo rezultatom 6:2.

## Sudionici
Sudjelovalo je 2463 ekipe. U pretkolima splitski Hajduk eliminirao je Neretvu Metković (6:2), Šibenik (4:0) i Omladinac Zadar (4:1); Dinamo Zagreb eliminirao Segestu Sisak (8:0); Partizan je eliminirao Borac Čačak (4:0); Crvena zvezda eliminirala je Novi Sad (2:0).

Sljedećih 16 ekipa plasirale su se u završni dio:
| rang    | Slovenija            | Hrvatska                                | Bosna i Hercegovina | Srbija                                 | Srbija                                   | Srbija                | Crna Gora         | Makedonija       |
| rang    | Slovenija            | Hrvatska                                | Bosna i Hercegovina | Vojvodina                              | Središnja Srbija                         | Kosovo                | Crna Gora         | Makedonija       |
| ------- | -------------------- | --------------------------------------- | ------------------- | -------------------------------------- | ---------------------------------------- | --------------------- | ----------------- | ---------------- |
| 1. rang |                      | - Dinamo Zagreb - Hajduk Split - Rijeka | - Željezničar       |                                        | - OFK Beograd - Crvena zvezda - Partizan |                       |                   | - Vardar Skoplje |
| 2. rang |                      | - Slavonija Osijek                      | - Sloboda Tuzla     | - Bačka B. Palanka - Srem S. Mitrovica |                                          | - Trepča K. Mitrovica | - Sutjeska Nikšić |                  |
| 3. rang | - Aluminij Kidričevo |                                         |                     |                                        | - Mladost S. Palanka                     |                       |                   |                  |

## Osmina završnice
| Domaći sastav               |   | Gostujući sastav              | Rezultat               |
| --------------------------- | - | ----------------------------- | ---------------------- |
| Željezničar (Sarajevo)      | – | Srem (Srijemska Mitrovica)    | 0:1                    |
| Sutjeska (Nikšić)           | – | OFK Beograd (Beograd)         | 3:3 (prod.) (5:7 pen.) |
| Bačka (Bačka Palanka)       | – | Vardar (Skoplje)              | 2:3                    |
| Sloboda (Tuzla)             | – | Mladost (Smederevska Palanka) | 5:0                    |
| Aluminij (Kidričevo)        | – | Slavonija (Osijek)            | 0:4                    |
| NK Rijeka (Rijeka)          | – | Partizan (Beograd)            | 3:1                    |
| Hajduk (Split)              | – | Dinamo (Zagreb)               | 0:0 (prod.) (3:4 pen.) |
| Trepča (Kosovska Mitrovica) | – | Crvena zvezda (Beograd)       | 2:1                    |

## Četvrtzavršnica
| Domaći sastav              |   | Gostujući sastav            | Rezultat               |
| -------------------------- | - | --------------------------- | ---------------------- |
| Srem (Srijemska Mitrovica) | – | OFK Beograd (Beograd)       | 1:2                    |
| Vardar (Skoplje)           | – | Sloboda (Tuzla)             | 0:0 (prod.) (3:4 pen.) |
| Slavonija (Osijek)         | – | NK Rijeka (Rijeka)          | 2:1                    |
| Dinamo (Zagreb)            | – | Trepča (Kosovska Mitrovica) | 1:0                    |

## Poluzavršnica
| Domaći sastav         |   | Gostujući sastav | Rezultat |
| --------------------- | - | ---------------- | -------- |
| OFK Beograd (Beograd) | – | Sloboda (Tuzla)  | 2:0      |
| Slavonija (Osijek)    | – | Dinamo (Zagreb)  | 1:5      |

## Završnica

### Susret
| 26. svibnja 1966.                                 |             |                   |                                                                                  |
| OFK Beograd                                       | 6:2         | Dinamo Zagreb     | Stadion Crvena zvezda, Beograd Broj gledatelja: 35.000 Sudac: A. Šestić (Mostar) |
| Skoblar 10' 43' Santrač 17' 36' Samardžić 63' 85' | (izvještaj) | 29' Kiš 87' Lamza | Stadion Crvena zvezda, Beograd Broj gledatelja: 35.000 Sudac: A. Šestić (Mostar) |

| OFK Beograd | Dinamo |

| OFK BEOGRAD:  |  |                      |  |
|               |  |                      |  |
| G             |  | Bratislav Đorđević   |  |
| B             |  | Miroslav Milovanović |  |
| B             |  | Todor Grujić         |  |
| B             |  | Stojan Vukašinović   |  |
| B             |  | Blagomir Krivokuća   |  |
| V             |  | Dragan Gugleta       |  |
| V             |  | Zoran Dakić          |  |
| V             |  | Sreten Banović       |  |
| N             |  | Spasoje Samardžić    |  |
| N             |  | Slobodan Santrač     |  |
| N             |  | Josip Skoblar        |  |
| Trener:       |  |                      |  |
| Dragiša Milić |  |                      |  |

| DINAMO ZAGREB: |  |                  |  |
|                |  |                  |  |
| G              |  | Zlatko Škorić    |  |
| B              |  | Rudolf Cvek      |  |
| B              |  | Petar Lončarić   |  |
| B              |  | Branko Gračanin  |  |
| B              |  | Mladen Ramljak   |  |
| V              |  | Miljenko Puljčan |  |
| V              |  | Ivica Pavić      |  |
| V              |  | Stjepan Lamza    |  |
| N              |  | Josip Gucmirtl   |  |
| N              |  | Slaven Zambata   |  |
| N              |  | Ivica Kiš        |  |
| Trener:        |  |                  |  |
| Branko Zebec   |  |                  |  |

## Poveznice
- Prva savezna liga 1965./66.
- Druga savezna liga 1965./66.
- 3. ligaški rang 1965./66.

## Vanjske poveznice
- RSSSF
- Jugoslavija - Detalji finala Kupa 1947.-2001
- exyufudbal.in.rs
- lavkup.com
- bihsoccer.com